# Valdomiro Duarte de Macedo
Valdomiro Duarte de Macedo, mais conhecido como Valdomiro, (Salvador, 6 de fevereiro de 1979), é um ex-futebolista brasileiro que atuava como zagueiro.

## Carreira
Valdomiro atuou por muitos anos no Bahia. Durante duas épocas ao serviço do Clube Desportivo Trofense, tendo no final da época 2008/2009 se transferido para o Al Wasl, dos Emirados Árabes Unidos.
Atualmente está no JMalucelli.

## Títulos
Bahia
- Copa do Nordeste: 2001, 2002
- Campeonato Baiano: 1998, 1999, 2001
- Taça Estado da Bahia: 2000, 2002

Trofense
- Campeonato Português - II Divisão: 2007-2008

Portuguesa
- Campeonato Paulista - Série A2: 2013